# 张立宪 (政治人物)
张立宪（1918年8月—1986年4月3日），男，陕西咸阳人，中华人民共和国军事人物、政治人物，曾任湖南省军区政治委员，中共湖南省委书记（时有第一书记），中共第十一届中央委员。